# Prikneus
De prikneus (Silene coronaria, voorheen Lychnis coronaria) is een min of meer vaste plant uit de anjerfamilie (Caryophyllaceae). Hij bloeit soms in het eerste jaar al, maar beter in het tweede jaar. Na drie jaar is het meestal afgelopen met de plant. Daar staat echter tegenover dat de prikneus zich gemakkelijk uitzaait. De prikneus is in Nederland en België een vrij algemeen voorkomend verschijnsel in bermen en op open terreinen.

## Groeiwijze
De prikneus kan 80-90 cm hoog worden en de breedte bedraagt circa 45 cm. De prikneus groeit vanuit een rozetvormige basis van zachte, wollige grijs-groene bladeren met lange stelen waaraan slechts weinig bladeren zitten. De bloeiperiode loopt van juni tot augustus en de plant prefereert een standplaats in de volle zon. Door de kleur van het blad vallen de magentakleurige bloemen des te meer op. Ze bestaan uit een kelk en vijf kroonblaadjes.

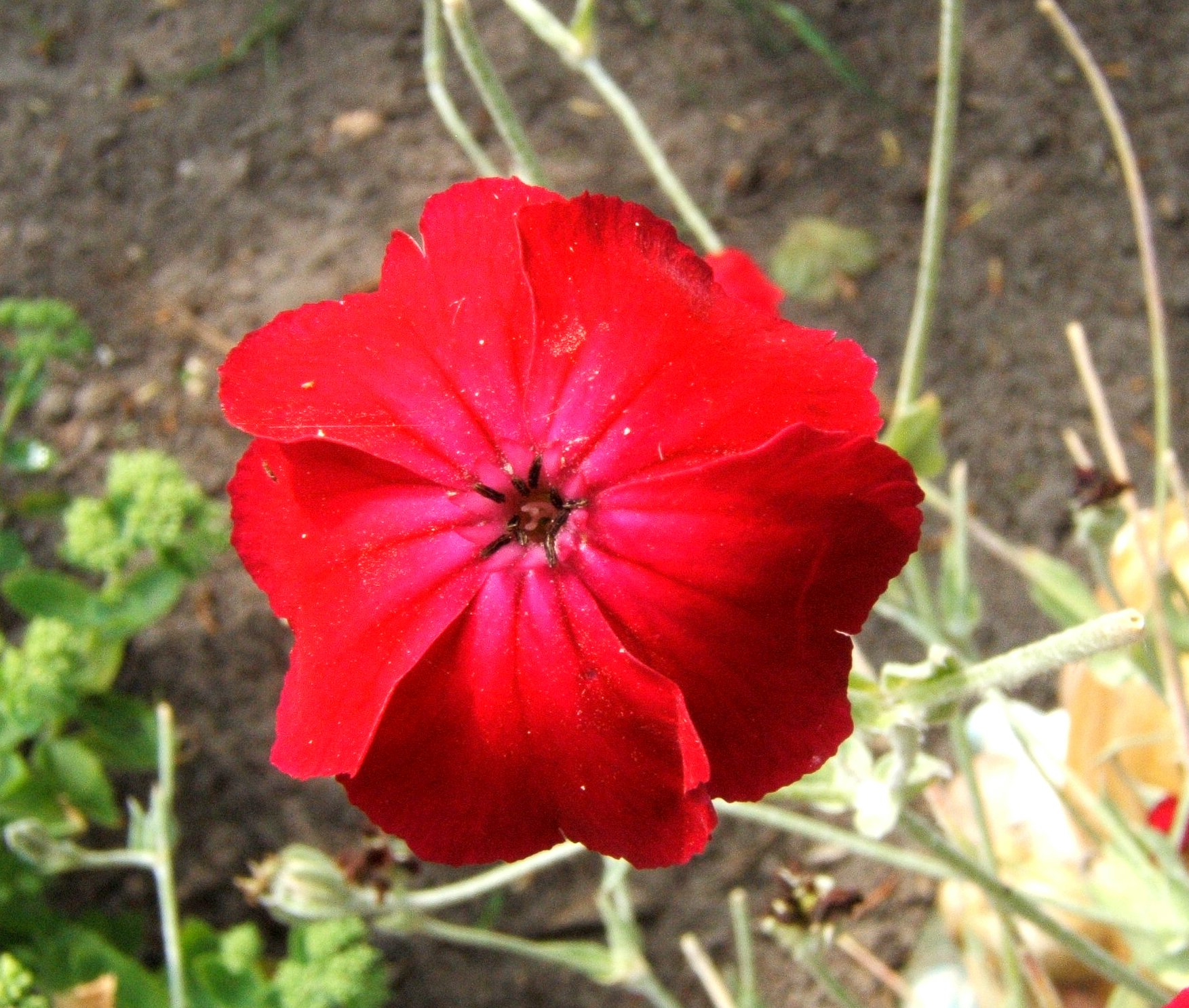
close-up van bloem
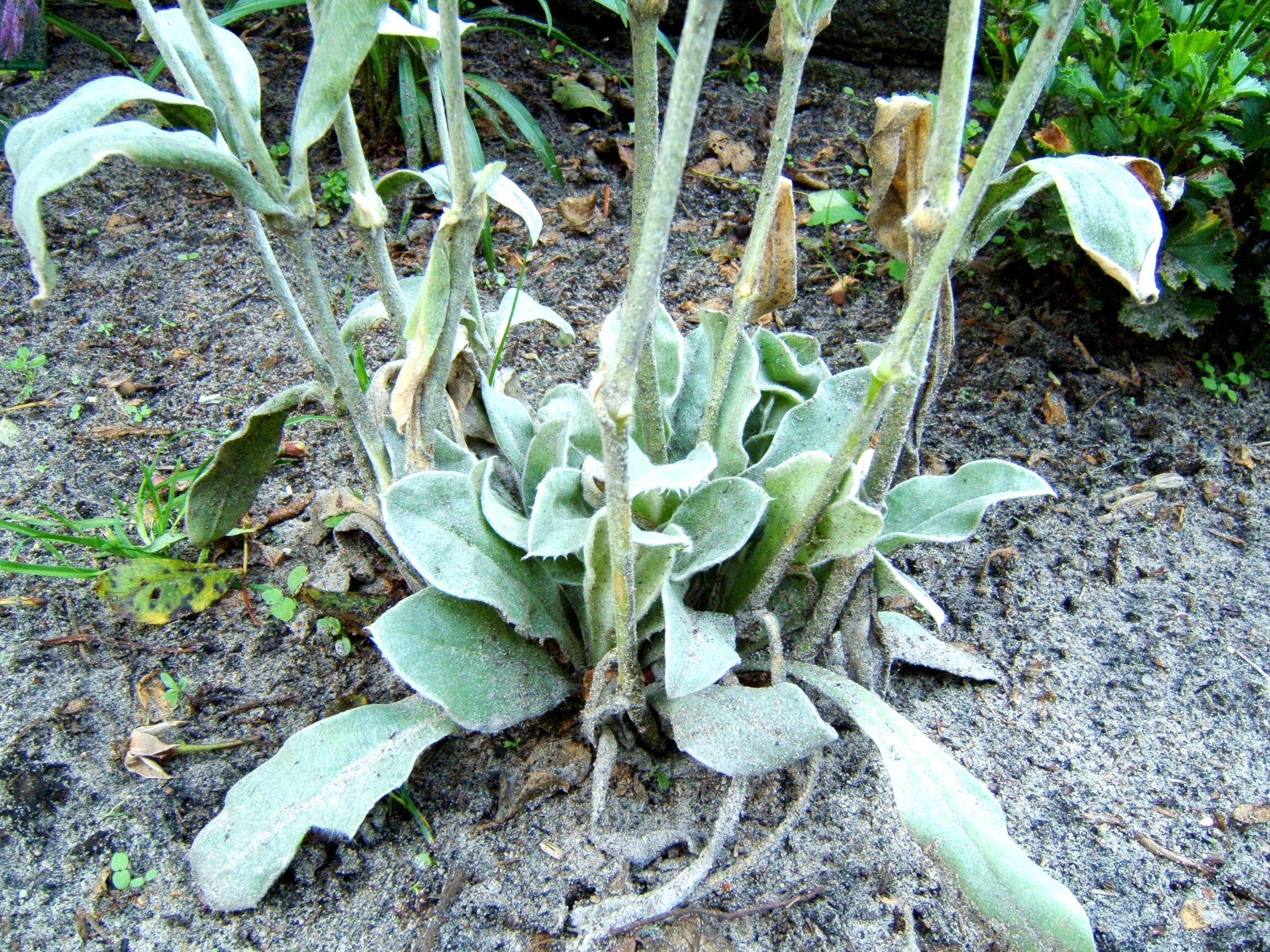
bladrozet
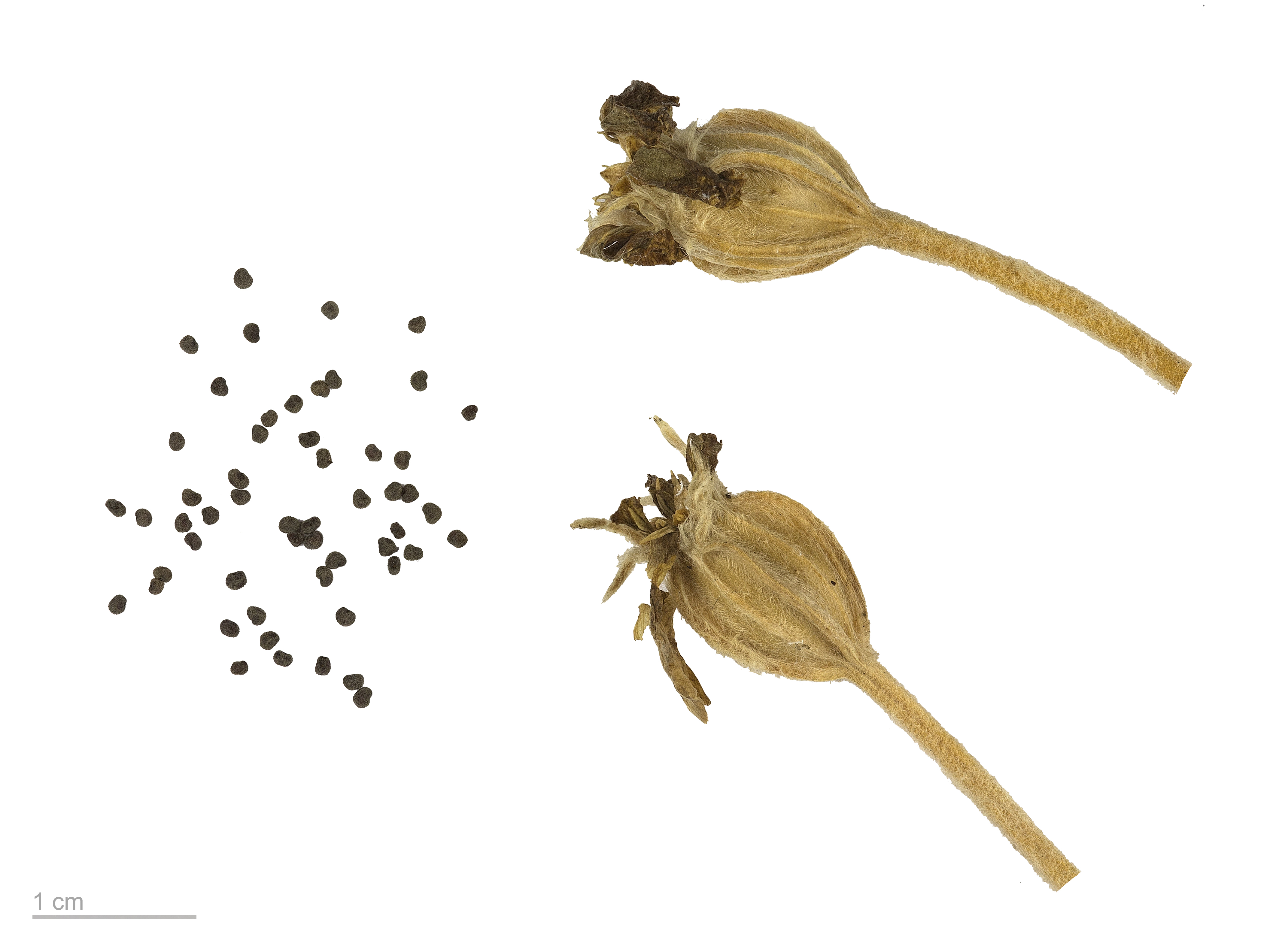
Zaaddozen en zaden

## Voorkomen
De plant komt oorspronkelijk voor in Zuid-Europa maar is in bijna het gehele werelddeel ingeburgerd. De standplaats bestaat bij voorkeur uit vrij droge, arme grond. De soort komt zowel in het wild voor als in siertuinen.